# Cide Almandri II
Cide Almandri II, Maomé Almandari, Almenderim, Almendarim ou Almandarim (c. 1460 - c. 1537, Tetuão?) Alcaide de Tetuão e de Targa, figura da luta muçulmana contra as instalações dos cristãos em Marrocos.
Almendarim era neto (ou sobrinho segundo outras fontes) do arquitecto, refundador, e alcaide da mesma vila de Tetuão Alboácem ibne Ali Almandri.
O nome de Almendarim refere-se nas crónicas portuguesas, a este alcaide, mas também a seu avô ou tio.

## Inimigo dos portugueses
A maioria das crónicas portuguesas que falam de Marrocos durante essa época falam muito deste "famoso" alcaide, que confundem com seu avô, a maior parte do tempo associado ao alcaide de Xexuão, Barraxe, como se pode ver nos artigos sobre os capitães ou governadores de Arzila, de Tânger, de Azamor, etc.

## Casamento
Em 1510, Cide Almandri II casa-se com a filha de Mulei Ali ibne Raxide (Cide Alé Barraxe), Citalforra. Certos autores pensam que esta última reinou com seu marido sobre Tetuão. Quando Almendarim morre, em 1537, a sua mulher sucede-lhe.
Estes alcaides, ao contrário do Rei de Fez Mulei Xeque que tinha feito pazes com os portugueses, eram os maiores inimigos destes últimos, até que Mulei Mafamede sucede a seu pai, em 1504. A partir de então é como aliados muçulmanos que combatem os cristãos.